# Action pour la renaissance de la Corse
L'Action pour la renaissance de la Corse (en corse : Azzione per a rinascita di a Corsica), (ARC), est un parti politique nationaliste corse, dissous le 29 août 1975.

## Idéologie
Les revendications principales de l'ARC étaient la lutte pour la « corsisation » des emplois, la défense de l'identité culturelle, et la charte de retour des exilés, telles que formulées par le leader du mouvement Edmond Simeoni lors de l'occupation illégale à Aléria.

## Histoire
Le 22 août 1975, l'ARC réalise sa première action provocatrice et violente en occupant la ferme d'un viticulteur d'Aléria, en Haute-Corse. Le groupuscule sera évacué par l'armée française, une action qui causera la mort de deux gendarmes français. 
C'est le 27 août 1975 que la dissolution sera prononcée lors d'un Conseil des ministres.

## Organisation
Le groupe était mené par le Docteur Edmond Simeoni.